# Viktor Wittrock

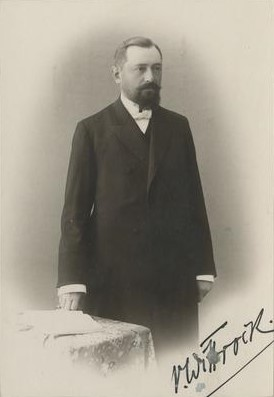
Viktor Wittrock (ca. 1901)

Viktor Wittrock, auch Victor Wittrock, vollständig Viktor Karl August Wittrock (* 6. Septemberjul. / 18. September 1869greg. in Laugo; † 14. Januar 1944 in Bad Schwartau) war ein deutsch-baltischer evangelisch-lutherischer Geistlicher und Autor.

## Leben
Viktor Wittrock war ein Sohn des aus Holstein eingewanderten Gutsverwalters Friedrich W. Wittrock und seiner Frau Amalie geb. Schasmin, die estnischer Herkunft war. Hugo Wittrock war sein jüngerer Bruder.
Von 1879 bis 1888 war er Schüler des Gymnasiums in Arensburg und erlebte die damalige Russifizierungspolitik im Baltikum. Anschließend studierte er bis 1892 Evangelische Theologie an der Kaiserlichen Universität Dorpat, insbesondere bei Ferdinand Dietrich Nikolai Hoerschelmann und Alexander von Oettingen, und war Mitglied im Theologischen Verein Dorpat. 1893 bestand er das Konsistorialexamen in Riga. Nach Ableistung des Probejahrs in St. Bartholomäi (estnisch: Palamuse) wurde er am 8. Januar 1895 im Dom in Dorpat zum Pastor ordiniert und am 20. Januar 1895 zum Stadtvikar und Inspektor der Inneren Mission in Dorpat berufen. 1896 erhielt er eine Pfarrstelle als Pastor in Oberpahlen (estnisch Põltsamaa). Die Berufung und Einführung Wittrocks, der fließend Estnisch sprach, war begleitet von tumultartigen Unruhen der estnischen Gemeinde gegen die Vorrechte des Kirchenpatrons und meist abwesenden Schlossherrn in Oberpahlen, Fürst Gagarin.

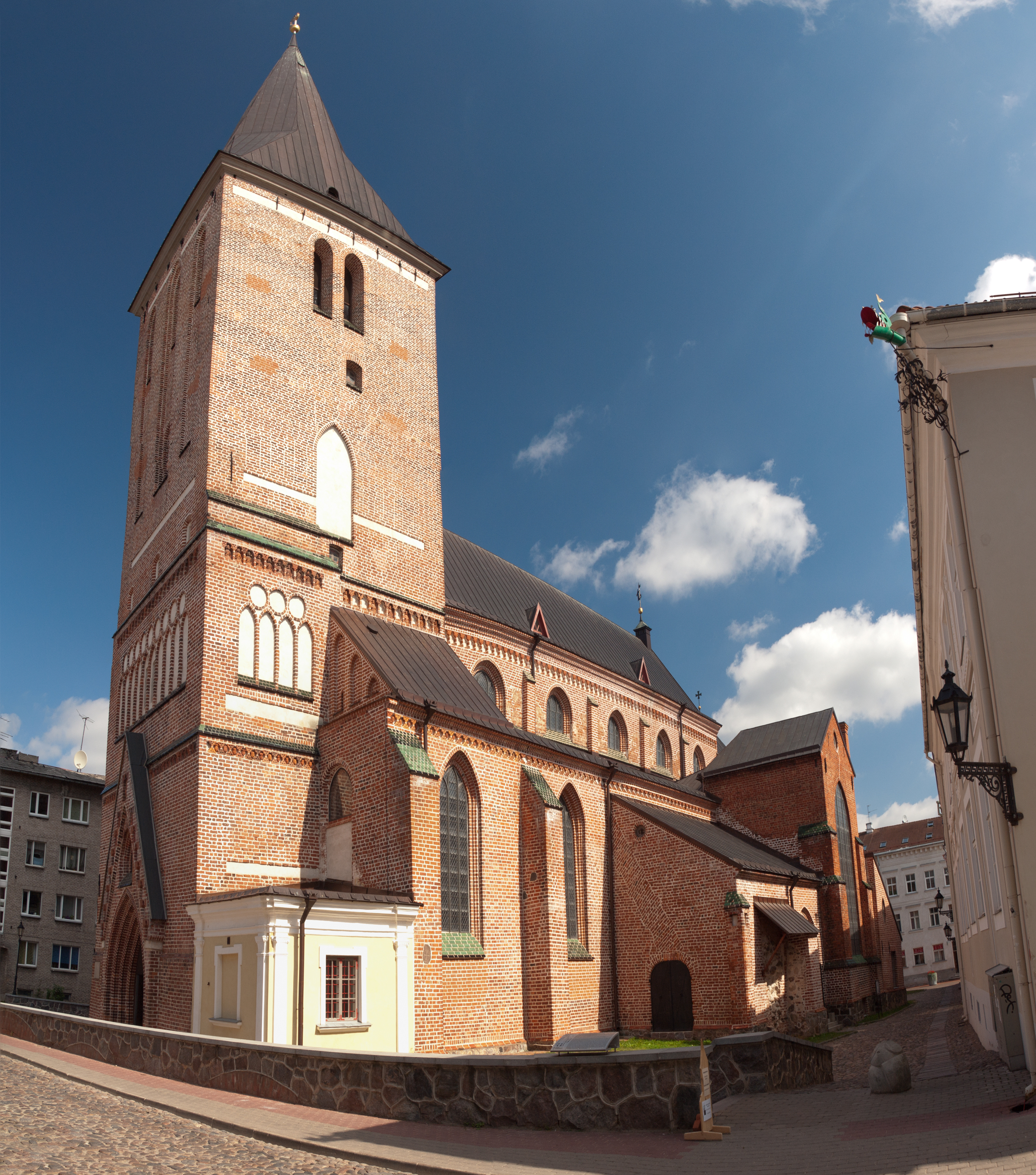
Johanniskirche in Tartu (2010)

Im Mai 1900 wurde er an den Dom zu Reval berufen, und ab 25. Oktober 1901 wirkte er als Oberpastor an der Johanniskirche in Dorpat. Ab 1904 gab er zusammen mit Carl Hunnius (1856–1931) das Jahrbuch Heimatstimmen: ein baltisches Jahrbuch heraus, das in fünf Jahrgängen bis 1912 erschien. Er war Mitglied der Gelehrten Estnischen Gesellschaft.
Nach den Ereignissen am Ende des Ersten Weltkriegs und den Estnischen Freiheitskrieg ging er Anfang 1919 nach Mecklenburg. Nach einem Colloquium in Schwerin wurde er in den Dienst der Evangelisch-Lutherischen Landeskirche Mecklenburgs übernommen und vorübergehend Pfarrverweser an der Dorfkirche Zurow.

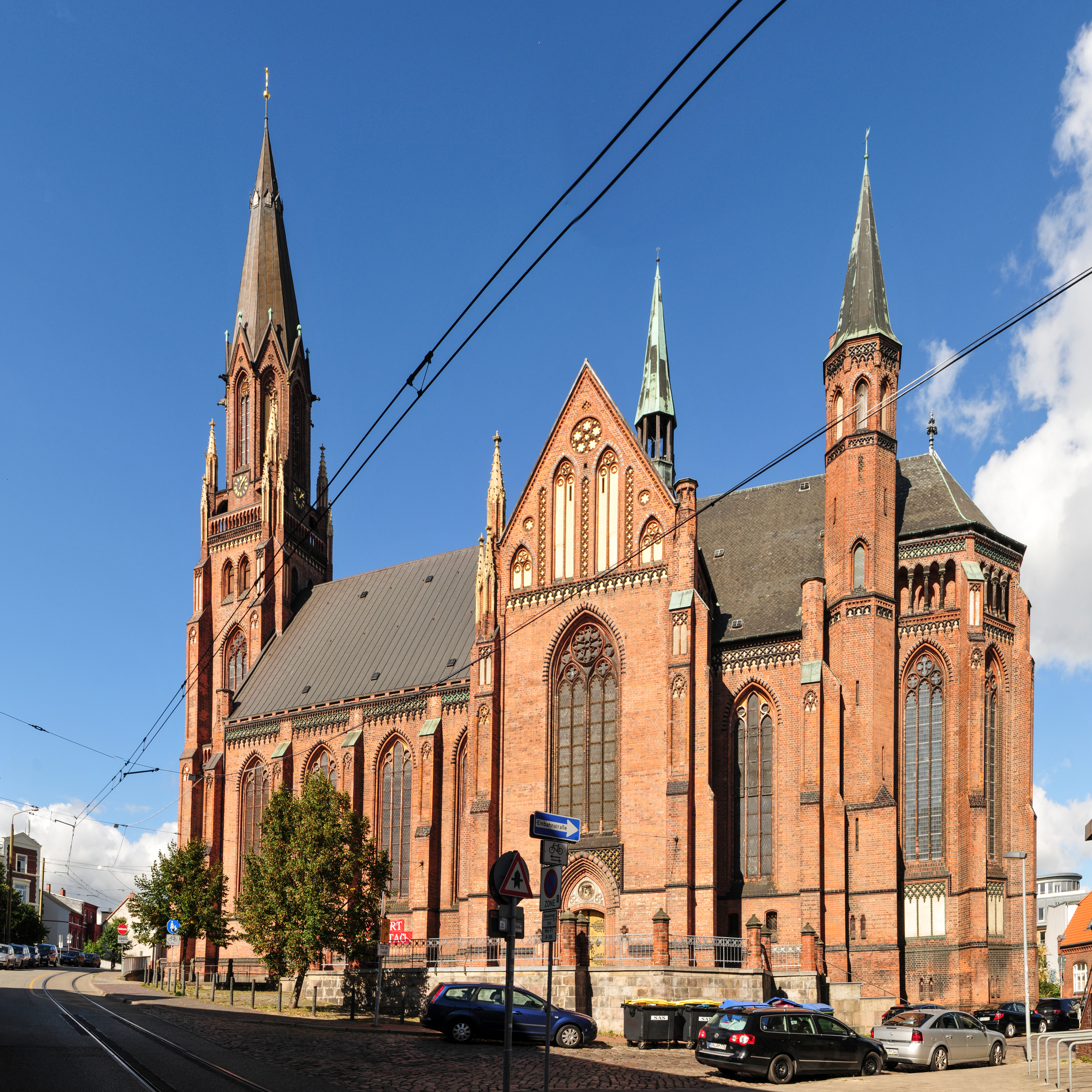
Paulskirche Schwerin (2015)

Im September 1919 wurde er zum 2. Pastor der Paulskirche in Schwerin berufen und gleichzeitig Dozent am Schweriner Predigerseminar. Daneben war er Vorsitzender des Verwaltungsrats des CVJM in Mecklenburg und gehörte der Baltischen Brüderschaft an. 1924 führte er eine öffentliche Auseinandersetzung mit Friedrich Baumgärtel über dessen modern kritische Auffassung des Alten Testaments.
Wittrock gehörte zu den ersten und schärfsten Kritikern der Machtübernahme der den Nationalsozialisten nahestehenden Deutschen Christen in der Evangelisch-Lutherischen Landeskirche Mecklenburgs. Im Juni 1934 kam es deswegen zum Schweriner Prozess vor einem Sondergericht, in dem er zusammen mit sechs weiteren Pastoren (Henning Fahrenheim, Gottfried Holtz, Johannes Schwartzkopff, Hans Werner Ohse und Christian Berg aus Boizenburg und Walter Pagels aus Rostock) wegen „Herabwürdigung“ des nationalsozialistischen Staates und wegen Verstosses gegen die Heimtückeverordnung angeklagt war. In seinem Fall wurde aufgrund seines Alters, seiner angegriffenen Gesundheit und seiner baltischen Herkunft auf eine Strafe verzichtet; auch den anderen Angeklagten wurde die Strafe im Zuge einer allgemeinen Amnestie erlassen. Wittrock wurde aber in den Ruhestand versetzt.
Im Ruhestand schrieb er seine Autobiographie, die 1940 in Schwerin erschien.
Seit 1895 war er verheiratet mit Alexandra Baronesse von Engelhardt (* 1867 in Nowgorod).
Nach ihm ist das Wittrock-Haus, Am Jungfernstieg 2 in Schwerin benannt, das zum Schweriner Augustenstift gehört und der Tagespflege dient.

## Werke
- Die Trunksucht und ihre Bekämpfung: mit besonderer Berücksichtigung der Mässigkeitsbewegung und der Krugsfrage in den baltischen Ostseeprovinzen. (= Studien und Skizzen aus der inneren Mission und ihren Grenzgebieten 2) Riga: Hoerschelmann 1900
- D. Ferdinand Hoerschelmann, weil. Professor und Universitäts-Prediger: ein Lebensbild. Jurjew (Dorpat): J. G. Krüger; Riga: W. F. Häcker 1903
- (mit Carl Hunnius, Hrsg.): Heimatstimmen: ein baltisches Jahrbuch. 5 Bände, Reval: Kluge; Leipzig: Hartmann 1904–1912
- (Hrsg.): Wilhelm Volck:  Auf den Höhen des Kirchenjahrs: ausgewählte Festpredigten. Jurjev (Dorpat): Krüger 1905
- Der Katechismusunterricht im Feuer der Kritik. Dorpat 1909
- Was tut unserer Zeit not? Eine Zeitpredigt für alle, die betrübten Herzens sind. Hamburg: Verlag des Rauhen Hauses 1919
- Ansprache zur Trauerfeier für die Kaiserin Auguste in Schwerin i. M. am 21. April 1921. Schwerin: Bahn 1921
- In Sturm und Stille: ein baltisches Pfarrerleben in bewegter Zeit. Schwerin: Bahn 1940